# Liste de logiciels d'analyse spatiale
Un logiciel d'analyse spatiale est un logiciel écrit pour permettre et faciliter l'analyse spatiale. Actuellement, il y a plusieurs paquets à la fois les logiciels libres et les logiciels propriétaires, qui couvrent la plupart de l'infrastructure des données spatiales.

## Les paquets
| Package                                                 | Gratuit                        | Systèmes d'exploitation                           | Développeur institution/personne | Website                                              | Champ couvert (si spécifique)                               | Principales caractéristiques | Langage                                     | Licence                                                                        |
| ------------------------------------------------------- | ------------------------------ | ------------------------------------------------- | --- | ---------------------------------------------------- | ----------------------------------------------------------- | --- | ------------------------------------------- | ------------------------------------------------------------------------------ |
| LuciadLightspeed                                        | Non                            | Linux, Windows, Unix, iOS, Android, Windows Phone | Luciad | Luciad                                               | Visualisation et analyse de données spatiales               | Contrôle de la circulation aérienne (ATC), gestion du trafic aérien (ATM), services d'information aéronautique (AIS) et de gestion (AIM), applications C4ISR, systèmes de planification de la mission, imagerie opérationnelle commune (COP), tactiques de niveau stratégique, suivi des navires, gestion du trafic, activités portuaires, opérations anti-contrebande et piraterie, systèmes embarqués, planification urbaine, gestion des biens d'infrastructure | Web API, Java-J2EE, .NET, javascript, HTML5 | Propriétaire                                                                   |
| ArcGIS                                                  | Non                            | Linux, Windows, Unix, iOS, Android, Windows Phone | Esri | Esri                                                 | SIG                                                         | In addition to spatial data editing and visualization, ArcGIS provides spatial analysis and modeling features including overlay, surface, proximity, suitability, and network analysis, as well as interpolation analysis and other geostatistical modeling techniques. | Python, Web API, .NET                       | Propriétaire                                                                   |
| ClusterPy (non-GUI, open source) GeoGrouper (GUI, free) | Oui                            | Linux, MAC OS, Windows                            | RiSE group Dr. Juan C. Duque and Boris Dev | ClusterPy Geogrouper                                 | Clustering spatial                                          | Des librairies d'algorithmes pour agréger des zones en régions, où chaque région est géographiquement connectée. | Python                                      | BSD license                                                                    |
| R-Analysis of Spatial Data                              | Oui                            | Linux, MAC OS, Windows                            | Roger Bivand | CRAN site for Analysis of Spatial Data, R-Forge site | Analyse                                                     | Intégration complète d'outils d'analyse spatiale sur R: reconnaissance des données, traitement des données, lecture et écriture de données, analyse de patterns de points, géostatistiques, clustering, indicateurs d'association spatiale... | R                                           | GPL-2                                                                          |
| Google Earth                                            | Oui (version Pro payante)      | Linux, MAC OS, Windows                            | Google | Google Earth                                         | Visualisation 3D                                            | Graphiques dynamiques, cartes historiques, intégration web. | -                                           | Freeware                                                                       |
| PySAL                                                   | Oui                            | Linux, MAC OS, Windows                            | GeoDa Center | pysal.org                                            | Analyse                                                     | Géométrie computationnelle, poids spatiaux, économétrie spatiale | Python                                      | BSD license                                                                    |
| Minerva                                                 | Oui                            | Linux, MAC OS, Windows                            | Fulton High Performance Computing Initiative (Arizona State University) | Minerva Project                                      | Visualisation 3D                                            | Visualisation haute performance : capacité d'afficher de nombreuses couches raster et vecteur de multiples sources | C++                                         | BSD license                                                                    |
| GMap Creator                                            | Oui                            | Linux, MAC OS, Windows                            | CASA | CASA website for GMap Creator                        | Web Mapping                                                 | Cartographie thématique. Création d'images et de cartes Google Maps en lien avec le shapefile | -                                           | Freeware                                                                       |
| DynTM                                                   | Oui                            | Linux, MAC OS, Windows                            | GeoDa Center for Geospatial analysis and Computation (Charles Schmidt) | GeoDa Center's software site                         | Web mapping, cartes choroplèthes                            | Cartographie choroplète en ligne | Python                                      | Freeware                                                                       |
| QGIS                                                    | Oui                            | Linux, MAC OS, Windows                            | QGIS Development Team | qgis.org                                             | SIG                                                         | Intégration de plugins Python. Fonctions de geoprocessing incluses. | C++                                         | GPL                                                                            |
| GRASS                                                   | Oui                            | Linux, MAC OS, Windows                            | GRASS Development Team | http://grass.osgeo.org                               | SIG                                                         | Important panel d'outils pour SIG à la fois pour données raster et vecteur, base de données SQL et visualisation | C, C++, Python, Tcl                         | GPL                                                                            |
| Legacy GeoDa                                            | Oui                            | Windows                                           | GeoDa Center | website                                              | Analyse                                                     | Visualisation, ESDA, régression spatiale. | C                                           | Freeware                                                                       |
| Open GeoDa                                              | Oui                            | Linux, MAC OS, Windows                            | GeoDa Center | website code                                         | Analyse                                                     | Version Cross-platform de Legacy GeoDa | C++                                         | GPL                                                                            |
| STARS                                                   | Oui                            | Linux, MAC OS, Windows                            | GeoDa Center | Website at REGAL                                     | Analyse                                                     | ESTDA (Exploratory Space-Time Data Analysis) | Python                                      | GPL                                                                            |
| GeoDaSpace                                              | Oui                            | MAC OS, Windows                                   | GeoDa Center for Geospatial analysis and Computation | Download                                             | Econometrie spatiale                                        | Modèles spatiaux avancés (Generalized Method of Moments, Instrumental Variables et Heteroscedasticity and Autocorrelation Consistent indicator) | Python                                      | Freeware                                                                       |
| GeoDaNet                                                | Oui                            | MAC OS, Windows                                   | GeoDa Center for Geospatial analysis and Computation (Andrew Winslow) | Download                                             | Schémas ponctuels dans les réseaux                          | Distances réticulaires, statistiques sur les réseaux, K-fonctions locales et globales | Python                                      | En développement                                                               |
| SANET                                                   | Oui                            | Windows                                           | Atsu Okabe | Website                                              | Schémas ponctuels dans les réseaux                          | Analyse d'évènements qui peuvent arriver dans les réseaux. 14 outils pour l'analyse des schémas ponctuels dans les réseaux. (« liste »(Archive.org • Wikiwix • Archive.is • Google • Que faire ?) | -                                           | Freeware (« terms »(Archive.org • Wikiwix • Archive.is • Google • Que faire ?) |
| CrimeStat                                               | Oui                            | Windows                                           | Ned Levine and Associates | Website                                              | Analyse spatiale de points, lignes et zones en criminologie | Description spatiale basique, analyse des hot-spot, interpolation par densité de noyau, interaction spatio-temporelle, profilage géographique (journey-to-crime), régression spatiale | -                                           | Freeware                                                                       |
| SaTScan                                                 | Oui                            | Windows, Linux, MAC OS                            | Martin Kulldorff and Information Management Services Inc. | satscan.org                                          | Epidémiologie                                               | Analyse de distribution spatiale et spatio-temporelle, clustering. | C++                                         | Freeware                                                                       |
| Croizat                                                 | Oui                            | Linux, MAC OS, Windows                            | Mauro J. Cavalcanti | Website at SourceForge                               | Biologie, Biogéographie                                     | Exploration des patterns géographiques de la distribution d'espèces, approche panbiogéographique et réticulaire | Python                                      | GPL                                                                            |
| Hawths Tools                                            | Oui mais requiert ArcGis (Non) | Windows                                           | Hawthorne Beyer | Website                                              | Écologie                                                    | Analyse, échantillonnage, migrations animales | -                                           | Freeware                                                                       |
| Fragstats                                               | Oui                            | Windows                                           | Dr. Kevin McGarigal - University of Massachusetts | Website                                              | Analyse de formes                                           | Aire, densité, dimension fractale | Visual C++                                  | Freeware                                                                       |
| SAGA                                                    | Oui                            | Windows, Linux                                    | Institute of Geography at the University of Hamburg, Germany | Website                                              | SIG et analyse                                              | Analyse de grille, géostatistiques, analyse de terrain, simulations hydrologiques | C++                                         | OpenSource                                                                     |
| Whitebox GAT                                            | Oui                            | Linux, MAC OS, Windows                            | John Lindsay - Centre for Hydrogeomatics, University of Guelph, Canada | Website                                              | SIG et télédétection                                        | Analyse SIG, hydrologie, outils LiDAR, analyses statistiques, analyses de réseaux, analyses de terrain | .NET framework 3.5                          | GPL                                                                            |
| ILWIS Open                                              | Oui                            | Windows                                           | ITC - Netherlands | Website                                              | SIG et télédétection                                        | Visualisation 3D, géostatistiques | -                                           | GPL                                                                            |
| Map Comparison Kit (MCK)                                | Oui                            | Windows                                           | Research Institute for Knowledge Systems | MCK Website                                          | Comparaisons de cartes                                      | Un grand nombre d'algorithmes pour la comparaison de cartes catégorielles et numériques | C++                                         | Freeware                                                                       |
| IDRISI                                                  | Non                            | Windows                                           | Clark Labs/Clark University | Clark Labs                                           | SIG, traitement d'images, modélisation spatiale             | Un SIG pour l'analyse spatiale basique et avancée. Traitement d'images par machine learning, modélisation environnmentale et analyses. | Delphi                                      | Propriétaire                                                                   |
| Biodiverse                                              | Oui                            | Linux, Windows, Unix, OSX                         | Shawn Laffan | Biodiverse                                           | Biogéographie, écologie                                     | Analyse spatiale de la diversité basée sur des indices taxonomiques, phylogénétiques et matriciels (distance génétique) mais aussi sur les variations environnementales. Analyse par moving window ; clustering spatial et analyse de tendance, randomisations pour test d'hypothèses. | Perl                                        | LGPL                                                                           |
| ERDAS IMAGINE                                           | Non                            | Windows                                           | Intergraph | ERDAS IMAGINGE                                       | SIG et télédétection                                        | Production d'images 2D et 3D | C, C++                                      | Propriétaire                                                                   |
| Morpholim                                               | Oui                            | Linux, MAC OS, Windows                            | Cécile Tannier, Gilles Vuidel, et Pierre Frankhauser (ThéMA, Besançon, France) | Website                                              | Géographie urbaine                                          | Identification des limites morphologiques des agglomérations urbaines | Java                                        | GNU General Public License version 3.0 (GPLv3)                                 |
| Fractalyse                                              | Oui                            | Windows, Linux                                    | Cécile Tannier, Gilles Vuidel, et Pierre Frankhauser (ThéMA, Besançon, France) | Website                                              | Géographie urbaine                                          | Fractalité des structures urbaines |                                             | Free but not OPEN SOURCE                                                       |
| GAMA                                                    | Oui                            | Linux, MAC OS, Windows                            | IRD/UPMC international research unit UMMISCO, MSI Research Team, Vietnam National University, Hanoi, Vietnam (2014 − 2016), UMR 6228 IDEES, CNRS/University of Rouen, France (2010 − 2016), UMR 5505 IRIT, CNRS/University de Toulouse 1, France (2010 − 2016), DREAM Research Team, University of Can Tho, Vietnam (2011 − 2016), UMR 8623 LRI, CNRS/University Paris-Sud, France (2011 - 2016) | Website                                              | Modélisation                                                | Environnement de développement de modélisations et de simulations pour la construction de simulations spatiales multi-agents. | GAML, Java                                  |                                                                                |
| JMap                                                    | Non                            | Linux, Mac,Windows, Unix, iOS, Android            | K2 Geospatial | Website                                              | SIG et télédétection                                        | Connexion, diffusion, analyse de données géospatiales, interfaces web, mobiles et desktop. | Java, JavaScript, Swift                     | Commerciale                                                                    |